# Двофазна рідина
Рідина двофазна (багатофазна) (рос. жидкость двухфазная (многофазная); англ. two-phase (multiphase) liquid, нім. Zweiphasen- (Mehrphasen)flüssigkeit f) — рідина, що містить суспендовані домішки: тверді частинки, краплі іншої рідини, бульбашки газу або пари (даної рідини); названі домішки у вигляді твердих частинок або крапель іншої рідини можуть бути легші або важчі відповідних об'ємів заданої рідини (нафта, бурові промивні рідини, цементні суспензії тощо). Рідина, яка не містить названих компонентів, називається однофазною.